# Gran Premi d'Àustria del 1974
Resultats del Gran Premi d'Àustria de Fórmula 1 de la temporada 1974, disputat al circuit de Österreichring el 18 d'agost del 1974.

## Resultats
| Pos | No | Pilot                 | Equip               | Voltes | Temps / Retirada         | Pos. de sortida | Punts |
| --- | -- | --------------------- | ------------------- | ------ | ------------------------ | --------------- | ----- |
| 1   | 7  | Carlos Reutemann      | Brabham - Ford      | 54     | 1h 28' 44. 72            | 2               | 9     |
| 2   | 6  | Denny Hulme           | McLaren - Ford      | 54     | + 42.92 s                | 10              | 6     |
| 3   | 24 | James Hunt            | Hesketh - Ford      | 54     | + 1' 01.54 min.          | 7               | 4     |
| 4   | 28 | John Watson           | Brabham - Ford      | 54     | + 1' 09.39 min.          | 11              | 3     |
| 5   | 11 | Clay Regazzoni        | Ferrari             | 54     | + 1' 13.08 min.          | 8               | 2     |
| 6   | 10 | Vittorio Brambilla    | March - Ford        | 54     | + 1' 13.82 min.          | 20              | 1     |
| 7   | 33 | David Hobbs           | McLaren - Ford      | 53     | + 1 Volta                | 17              |       |
| 8   | 17 | Jean Pierre Jarier    | Shadow - Ford       | 52     | + 2 Voltes               | 23              |       |
| 9   | 30 | Dieter Quester        | Surtees - Ford      | 51     | + 3 Voltes               | 25              |       |
| 10  | 23 | Tim Schenken          | Trojan - Ford       | 50     | + 4 Voltes               | 19              |       |
| 11  | 9  | Hans Joachim Stuck    | March - Ford        | 48     | Suspensions              | 15              |       |
| 12  | 26 | Graham Hill           | Lola - Ford         | 48     | + 6 Voltes               | 21              |       |
| NC  | 35 | Ian Ashley            | Token - Ford        | 46     | No Classificat           | 24              |       |
| Ret | 1  | Ronnie Peterson       | Lotus - Ford        | 45     | Palier                   | 6               |       |
| Ret | 2  | Jacky Ickx            | Lotus - Ford        | 43     | Col·lisió                | 22              |       |
| Ret | 4  | Patrick Depailler     | Tyrrell - Ford      | 42     | Col·lisió                | 14              |       |
| Ret | 8  | Carlos Pace           | Brabham - Ford      | 41     | Pèrdua de combustible    | 4               |       |
| Ret | 5  | Emerson Fittipaldi    | McLaren - Ford      | 37     | Motor                    | 3               |       |
| NC  | 21 | Jacques Laffite       | Iso Marlboro - Ford | 37     | No Classificat           | 12              |       |
| Ret | 20 | Arturo Merzario       | Iso Marlboro - Ford | 24     | Prob. amb el combustible | 9               |       |
| Ret | 16 | Tom Pryce             | Shadow - Ford       | 22     | Virolla                  | 16              |       |
| Ret | 14 | Jean Pierre Beltoise  | BRM                 | 22     | Motor                    | 18              |       |
| Ret | 12 | Niki Lauda            | Ferrari             | 17     | Motor                    | 1               |       |
| Ret | 27 | Rolf Stommelen        | Lola - Ford         | 14     | Accident                 | 13              |       |
| Ret | 3  | Jody Scheckter        | Tyrrell - Ford      | 8      | Motor                    | 5               |       |
| NVQ | 31 | Ian Scheckter         | Hesketh - Ford      |        |                          |                 |       |
| NVQ | 43 | Leo Kinnunen          | Surtees - Ford      |        |                          |                 |       |
| NVQ | 18 | Derek Bell            | Surtees - Ford      |        |                          |                 |       |
| NVQ | 22 | Mike Wilds            | Ensign - Ford       |        |                          |                 |       |
| NVQ | 19 | Jean-Pierre Jabouille | Surtees - Ford      |        |                          |                 |       |
| NVQ | 32 | Helmuth Koinigg       | Brabham - Ford      |        |                          |                 |       |

## Altres
- Pole: Niki Lauda 1' 35. 40

- Volta ràpida: Clay Regazzoni 1' 37. 22 (a la volta 46)